# 長鬚緋鯉
長鬚緋鯉，為輻鰭魚綱鱸形目鱸亞目鬚鯛科的其中一種，分布西印度洋的斯里蘭卡及印度南部海域，棲息深度可達40公尺，體長可達14公分，生活在礁石區，屬肉食性。